# Zamora Fútbol Club
Zamora Fútbol Club é um clube de futebol venezuelano com sede em Barinas. Atualmente joga na Primeira Divisão da Venezuela e disputa suas partidas como local no Estádio Agustín Tovar, sendo o terceiro clube mais importante do país em termos de conquistas.

## História

Antigo escudo do clube.

No ano de 1975 Lindolfo Villafañe formou uma equipe chamada Pantera Hípica que conseguiu certa fama e conseguiu feitos que nenhuma outra equipe havia conseguido em Barinas. Por causa disso, surgiu a ideia de ingressar no Torneio Profissional e Villafañe contratou dois jovens futebolistas, recém saídos da Universidade.
O engenheiro Jesús Humberto Mazzei e o dentista Julio Figueroa aceitam o convite de Lindolfo (que era o Secretário Geral de Governo, na época) e de imediato começaram a recrutar jogadores e com poderes econômicos e políticos que deram o respaldo para que o clube surgisse.
Foi fundado em 2 de fevereiro de 1977 como "Clube Atlético Zamora". Ainda no ano de 1977, o Zamora tenta filiar-se na Federação Venezuelana de Futebol, mas não foram felizes e a Universidad de Los Andes Fútbol Club foi a equipe que conseguiu a filiação e assim entrar no campeonato nacional. Apesar dos imprevistos pelos quais clube e dirigentes tiveram que passar, o Zamora conseguiu ingressar na Segunda Divisão Nacional. Em 2002 o clube foi refundado como Zamora Fútbol Club.
Depois de conseguirem um bom desempenho na segunda divisão (terminaram na quarta colocação na tabela acumulada) no campeonato de 2005–06, a equipe pode pela primeira vez disputar uma competição internacional, que foi a Copa Sul-Americana de 2007. Por causa da pouca experiência foram eliminados logo na primeira fase pelo Olmedo do Equador. Jogaram também a Copa Sul-Americana de 2009, sendo eliminado também na primeira fase por outro clube equatoriano, que dessa vez foi o Emelec. Em 2011 foram campeões do Torneio Clausura e isso lhes concedeu o direito de disputarem pela primeira vez a Copa Libertadores da América em 2012.

## Estádio
O Estádio Agustín Tovar mais conhecido como "La Carolina", é um estádio de futebol localizado no estado de Barinas, Venezuela. Conta com uma capacidade atual de 30 mil espectadores aproximadamente.
Esta antiga estrutura possuía capacidade para aproximadamente 12 mil pessoas, mas foi remodelado em várias oportunidades. Por volta de 2006, e com investimento de 60 milhões de dólares, começaram as obras para adequar o estádio aos parâmetros exigidos pela CONMEBOL para que o estádio pudesse servir para competições internacionais, como ocorreu em 2007 com a Copa América.

## Títulos
- Campeonato Venezuelano (4): 2012–13, 2013–14, 2016 e 2018;[7]
- Copa Venezuela (1): 2019.[8]